# Vision de Soriano
La Vision de Soriano est une peinture de Le Guerchin exposée dans l'église des Dominicains à Bolzano, sur le thème de Saint Dominique à Soriano.

## Représentation
La peinture représente un sujet qui revient souvent dans l'iconographie chrétienne de l'Ordre des Prêcheurs, c’est-à-dire l'apparition de la Vierge Marie à un dominicain du couvent de Soriano Calabro, qui aurait eu lieu la nuit du 15 septembre 1530. La Vierge, accompagnée de Marie de Magdala et de sainte Catherine d'Alexandrie, serait apparue au  frère convers Lorenzo da Grotteria : à la fin de l'apparition, dans les mains du frère stupéfait,  serait resté une toile qui représentait saint Dominique, le fondateur de l'Ordre, tenant dans sa main droite un livre, symbole de la science des membres de l'Ordre, et dans la gauche un lys, symbole de leur pureté.

## Histoire
La peinture de la Vision de Soriano par Guercino fut commandée à l'artiste par le Magistrat des marchands de Bolzano par le consul Bernardino Borno de Vérone. L'œuvre fut installée une année après comme retable dans l'église du couvent des dominicains à Bolzano. En 1785, pour cause de l'abolition des couvents, la toile fut déplacée dans l'église paroissiale. En 1970 la toile fut remise dans l'église des dominicains, dans la chapelle latérale de gauche, qui avait été spécialement bâtie. Il existe trois esquisses préliminaires de cette peinture : deux sont actuellement exposées dans la Galerie nationale d'Irlande à Dublin et la troisième, privée, se trouve à Stuttgart.

## Autres représentations
De cette Vision existent plusieurs représentations dans les églises dominicaines, dont  les principales :
- Basilique Saint-Sixte, à Rome
- Église Santi Domenico e Sisto, à Rome
- Basilique de la Minerve, à Rome
- Église San Pietro Martire, à Naples

Et ailleurs dans des églises dominicaines de Florence, Séville, Gand, etc.